# Quadruplet premier
Pour un article plus général, voir Liste de suites de nombres premiers.
En théorie des nombres, un quadruplet premier ou quadruplet-premier ("prime quadruplet" en anglais) est une suite de quatre nombres premiers consécutifs de la forme (p, p+2, p+6, p+8). C'est la seule forme possible pour quatre nombres premiers consécutifs d'écarts entre eux minimaux, en dehors des quadruplets (2, 3, 5, 7) et (3, 5, 7, 11). Par exemple (5, 7, 11, 13) et (11, 13, 17, 19) sont des quadruplets premiers. Les nombres d'un quadruplet premier sont parfois appelés des nombres premiers quadruplés.

## Quadruplet de nombres premiers distants d'écarts minimaux constants
Un quadruplet de nombres premiers impairs consécutifs a un écart entre le plus petit et le plus grand de ces nombres d'au moins 6, il ne peut être de 6 car le seul triplet de nombres premiers consécutifs de la forme (p, p+2, p+4) est (3, 5, 7) (voir triplet premier). Cet écart est donc d'au moins 8. S'il est de 8, il s'écrit (p, p+2, p+4, p+8), et toujours pour la même raison, c'est forcément (3, 5, 7, 11), ou bien il s'écrit (p, p+2, p+6, p+8).
En effet, il ne peut pas s'écrire (p, p+4, p+6, p+8), car on aurait (p+4, p+6, p+8) = (3, 5, 7).
La seule forme possible pour des quadruplets de nombres premiers consécutifs d'écart minimal 8 entre le premier et le dernier, et pour laquelle on n'a pas une raison évidente qu'il y a un nombre fini de quadruplets de cette forme est (p, p+2, p+6, p+8), et ce sont ces quadruplets que l'on appelle quadruplets premiers. Un quadruplet premier est une constellation de quatre nombres premiers.
Les quadruplets premiers sont constitués de deux paires de nombres premiers jumeaux, (p, p+2) et (p+6, p+8).

### Propriétés caractéristiques
Le plus petit quadruplet premier est (5, 7, 11, 13). Les quadruplets premiers suivants sont tous de la forme (30n+11, 30n+13, 30n+17, 30n+19), où n est un entier naturel. Ces quatre nombres ont pour centre de symétrie 30n + 15, multiple impair de 15.

### Liste de quadruplets premiers
Les quadruplets premiers jusqu'à 100 000 sont :
- de 0 à 100, 2 occurrences : (5, 7, 11, 13) ; (11, 13, 17, 19) ;
- de 101 à 250, 2 occurrences : (101, 103, 107, 109) ; (191, 193, 197, 199) ;
- de 251 à 500, 0 occurrence ;
- de 501 à 1 000, 1 occurrence : (821, 823, 827, 829) ;
- de 1 001 à 2000, 2 occurrences : (1 481, 1 483, 1 487, 1 489) ; (1 871, 1 873, 1 877, 1 879) ;
- de 2 001 à 5 000, 3 occurrences : (2 081, 2 083, 2 087, 2 089) ; (3 251, 3 253, 3 257, 3 259) ; (3 461, 3 463, 3 467, 3 469) ;
- de 5 001 à 10 000, 2 occurrences : (5 651, 5 653, 5 657, 5 659) ; (9 431, 9 433, 9 437, 9 439) ;
- de 10 001 à 25 000, 9 occurrences : (13 001, 13 003, 13 007, 13 009) ; (15 641, 15 643, 15 647, 15 649) ; (15 731, 15 733, 15 737, 15 739) ; (16 061, 16 063, 16 067, 16 069) ;(18 041, 18 043, 18 047, 18 049) ; (18 911, 18 913, 18 917, 18 919) ; (19 421, 19 423, 19 427, 19 429) ; (21 011, 21 013, 21 017, 21 019) ; (22 271, 22 273, 22 277, 22 279) ;
- de 25 001 à 50 000, 4 occurrences : (25 301, 25 303, 25 307, 25 309) ; (31 721, 31 723, 31 727, 31 729) ; (34 841, 34 843, 34 847, 34 849) ; (43 781, 43 783, 43 787, 43 789) ;
- de 50 001 à 75 000, 6 occurrences : (51 341, 51 343, 51 347, 51 349) ; (55 331, 55 333, 55 337, 55 339) ; (62 981, 62 983, 62 987, 62 989) ; (67 211, 67 213, 67 217, 67 219) ; (69 491, 69 493, 69 497, 69 499) ; (72 221, 72 223, 72 227, 72 229) ;
- de 75 001 à 100 000, 7 occurrences : (77 261, 77 263, 77 267, 77 269) ; (79 691, 79 693, 79 697, 79 699) ; (81 041, 81 043, 81 047, 81 049) ; (82 721, 82 723, 82 727, 82 729) ;(88 811, 88 813, 88 817, 88 819) ; (97 841, 97 843, 97 487, 97 489) ; (99 131, 99 133, 99 137, 99 139).

### Constante de Brun
Une constante de Brun, notée B4 pour ces quadruplets de nombres premiers, est la somme des inverses de tous les nombres premiers de ces quadruplets :
{\displaystyle B_{4}=\left({\frac {1}{5}}+{\frac {1}{7}}+{\frac {1}{11}}+{\frac {1}{13}}\right)+\left({\frac {1}{11}}+{\frac {1}{13}}+{\frac {1}{17}}+{\frac {1}{19}}\right)+\left({\frac {1}{101}}+{\frac {1}{103}}+{\frac {1}{107}}+{\frac {1}{109}}\right)+\cdots }.
La valeur approchée de cette constante est :
B4 = 0,87058 83800 ± 0,00000 00005.

### Dénombrement des quadruplets premiers
On ignore s'il existe un nombre infini de tels quadruplets de nombres premiers.
Démontrer la conjecture des nombres premiers jumeaux ne suffit pas pour démontrer qu'il existe aussi une infinité de quadruplets de nombres premiers.
Inversement, si on parvient à démontrer qu'il existe une infinité de quadruplets premiers, la conjecture des nombres premiers jumeaux sera démontrée comme conséquence.

### Détermination de quadruplets premiers
En utilisant Mathematica, on peut chercher les multiples de 15 qui centrent ces quadruplets de nombres premiers, en exécutant les commandes suivantes (on peut substituer un autre entier à 10 000 dans la fonction Range[] si on le désire) :
```
Select[Range[10000], PrimeQ[# * 15 - 4] && PrimeQ[# * 15 - 2] && PrimeQ[# * 15 + 2] && PrimeQ[# * 15 + 4] &]

% * 15

```

### Records de grandeur pour des quadruplets premiers
Un des plus grands quadruplets premiers connu est centré autour de : 10699 + 547 634 621 255[réf. nécessaire].
Depuis avril 2012, le plus grand quadruplet premier connu possède 3 024 chiffres (en base 10). Il a été trouvé par Peter Kaiser et commence par : p = 43 697 976 428 649 × 29 999 − 1.

### Plus petite distance entre deux quadruplets
La plus petite distance possible entre deux quadruplets premiers (p, p+2, p+6, p+8) et (P, P+2, P+6, P+8) est P - p = 30 (on le vérifie par exemple en étudiant les unités de l'anneau Z/30Z). Les trois premières occurrences de tels couples de quadruplets sont en p=1 006 301, p=2 594 951, et p=3 919 211.

## Curiosité archéologique
Les nombres premiers 11, 13, 17 et 19 formant le quadruplet de nombres premiers (11, 13, 17, 19) sont supposés apparaître sur un os d'Ishango, selon le géologue Jean de Heinzelin et le journaliste scientifique Alexander Marshack ; cette thèse est cependant contestée par l'historien des mathématiques Olivier Keller.